# イド語版ウィキペディア
イド語版ウィキペディア（イドごばんウィキペディア）は、ウィキメディア財団が運営する多言語オンライン百科事典プロジェクト「ウィキペディア」のイド語版である。イド語のウィキペディアはイド語では「WIKIPEDIO」と言う。

## イド語版ウィキペディアの記事の数
2018年2月現在、イド語版のウィキペディアの記事の数は25,000以上である。